# Aulagromyza luteoscutellata
Aulagromyza luteoscutellata är en tvåvingeart som först beskrevs av de Meijere 1924.  Aulagromyza luteoscutellata ingår i släktet Aulagromyza och familjen minerarflugor. Arten är reproducerande i Sverige. Inga underarter finns listade i Catalogue of Life.